# Epirhyssa perspicua
Epirhyssa perspicua là một loài tò vò trong họ Ichneumonidae.